# Srbsko na Letních olympijských hrách 2008
Srbsko se účastnilo Letní olympiády 2008. Zastupovalo ho 87 sportovců (63 mužů a 24 žen) v 11 sportech.

## Medailisté
| Medaile | Jméno          | Sport      | Soutěž             |
| ------- | -------------- | ---------- | ------------------ |
| Stříbro | Milorad Čavić  | Plavání    | muži 100 m motýlek |
| Bronz   | Novak Djoković | Tenis      | mužská dvouhra     |
| Bronz   | Družstvo mužů  | Vodní pólo | turnaj mužů        |